# David Wright (basebollspelare)
David Allen Wright, född den 20 december 1982 i Norfolk i Virginia, är en amerikansk före detta professionell basebollspelare som spelade 14 säsonger i Major League Baseball (MLB) 2004–2016 och 2018. Wright var tredjebasman.
Wright spelade under hela sin MLB-karriär för New York Mets och var en av klubbens populäraste spelare genom tiderna. Han fick från och med 2013 äran att vara lagkapten, en hederstitel som är ovanlig i MLB. Han innehade när han avslutade karriären flera klubbrekord, bland annat i RBI:s (inslagna poäng) (970), hits (1 777), poäng (949), walks (762), total bases (2 945), extra-base hits (658) och doubles (390). Wright togs ut till MLB:s all star-match sju gånger samt vann två Silver Slugger Awards och två Gold Glove Awards.

## Karriär

### Major League Baseball

#### New York Mets
Wright draftades av New York Mets 2001 som 38:e spelare totalt direkt från high school, och redan samma år gjorde han proffsdebut i Mets farmarklubbssystem. Han klättrade stadigt uppåt i systemet och fick debutera i MLB för Mets den 21 juli 2004, varefter han genast blev Mets ordinarie tredjebasman. Hans första hit, en double, kom i hans andra match och hans första homerun i hans femte. Han spelade 69 matcher för Mets den säsongen, med ett slaggenomsnitt på 0,293, 14 homeruns och 40 RBI:s.

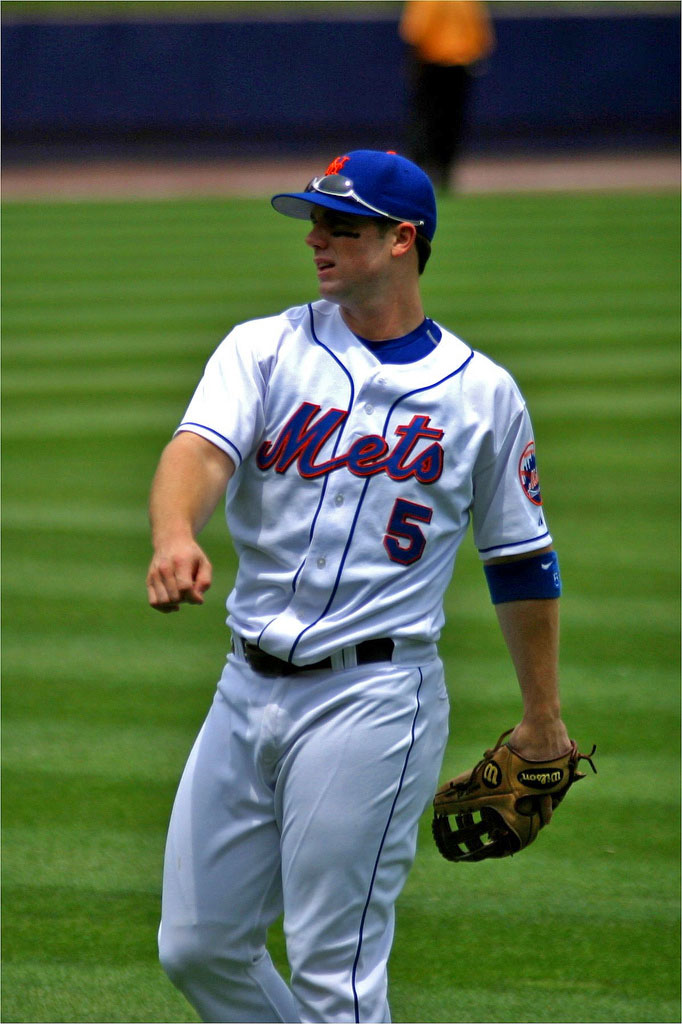
Wright värmer upp inför en match i augusti 2006.

Wright följde upp sin fina rookie-säsong med ytterligare en bra säsong 2005, där han spelade 160 matcher och var bland de tio bästa i National League (NL) i slaggenomsnitt (0,306), RBI:s (102), hits (176), total bases (301), extra-base hits (70) och doubles (42). Vidare slog han 27 homeruns. Han utsågs i slutet av augusti till veckans spelare i NL efter att bland annat varit bäst i ligan i hits (13), on-base % (0,533), slugging % (0,926) och total bases (25). Defensivt hade han fortfarande en del att lära, vilket visade sig genom att han hade delat flest errors i NL (24). Å andra sidan hade han flest assists bland tredjebasmän i NL (336), och han stod för en av säsongens bästa prestationer när han fångade en spektakulär lyra med sin bara hand i en match den 9 augusti borta mot San Diego Padres.
Wright utsågs till veckans spelare i NL för andra gången (tillsammans med lagkamraten José Reyes) i mitten av juni 2006. Samma månad utsågs han till månadens spelare i NL, efter att ha varit bäst i ligan i homeruns (tio), RBI:s (29) och slugging % (0,664). I samband med det togs han ut till MLB:s all star-match för första gången och även till Home Run Derby, där han kom tvåa efter Ryan Howard. I själva all star-matchen fick han äran att starta matchen som tredjebasman för NL:s lag. Fram till all star-matchen hade han 74 RBI:s, ett nytt klubbrekord för Mets (rekordet slogs 2022 av Pete Alonso). I början av augusti förlängde han sitt kontrakt med Mets med sex år, från och med 2007 till och med 2012, för totalt 55 miljoner dollar. Hans lön under dessa år skulle bli 1 miljon dollar 2007, därefter 5 miljoner dollar, 7,5 miljoner dollar, 10 miljoner dollar, 14 miljoner dollar och 15 miljoner dollar. Överenskommelsen innehöll även en bonus på 1,5 miljoner dollar och en möjlighet för Mets att förlänga kontraktet ytterligare ett år för 16 miljoner dollar. Om Mets valde att inte förlänga kontraktet skulle det kosta klubben 1 miljon dollar. Wright hade under grundserien 2006 ett slaggenomsnitt på 0,311, 26 homeruns (tionde bäst i NL) och 116 RBI:s (sjunde bäst) på 154 matcher. Mets gick till slutspel, men åkte ut i finalen i NL, National League Championship Series (NLCS), mot St. Louis Cardinals och där hade Wright ett slaggenomsnitt på bara 0,160. Totalt i slutspelet deltog Wright i tio matcher med ett slaggenomsnitt på 0,216, en homerun och sex RBI:s. Efter säsongen deltog han i MLB Japan All-Star Series, en matchserie i Japan mellan all star-lag från MLB och Nippon Professional Baseball (NPB).
Från slutet av 2006 års säsong till några veckor in på 2007 års säsong hade Wright minst en hit i 26 raka grundseriematcher, vilket var ett nytt klubbrekord. Det slogs senare under säsongen av Moises Alou. Senare under säsongen togs Wright ut till all star-matchen för andra året i rad. Han blev den 16 september 2007 medlem i den så kallade "30-30-klubben" genom att slå sin 30:e homerun för säsongen. Han hade sedan tidigare nått minst 30 stulna baser. Han var den fjärde yngsta spelaren i MLB:s historia att lyckas med bedriften och den tredje i Mets klubbhistoria. Han avslutade säsongen mycket starkt, men det gjorde inte Mets som lag och klubben missade slutspelet. Wright hade 2007 ett slaggenomsnitt på 0,325 (hans bästa under hela karriären), 30 homeruns och 107 RBI:s på 160 matcher. Hans 34 stulna baser var karriärens högsta antal. Han var fyra i NL i hits (196), femma i poäng (113) och on-base % (0,416), sjua i slaggenomsnitt, stulna baser, walks (94) och total bases (330), nia i RBI:s samt tia i on-base plus slugging (OPS) (0,963). Efter säsongen vann han både en Gold Glove Award och en Silver Slugger Award, och ansågs därmed vara den bästa offensiva och defensiva tredjebasmannen i NL. Han kom fyra i omröstningen till NL:s MVP Award, den högsta placeringen under hans karriär.

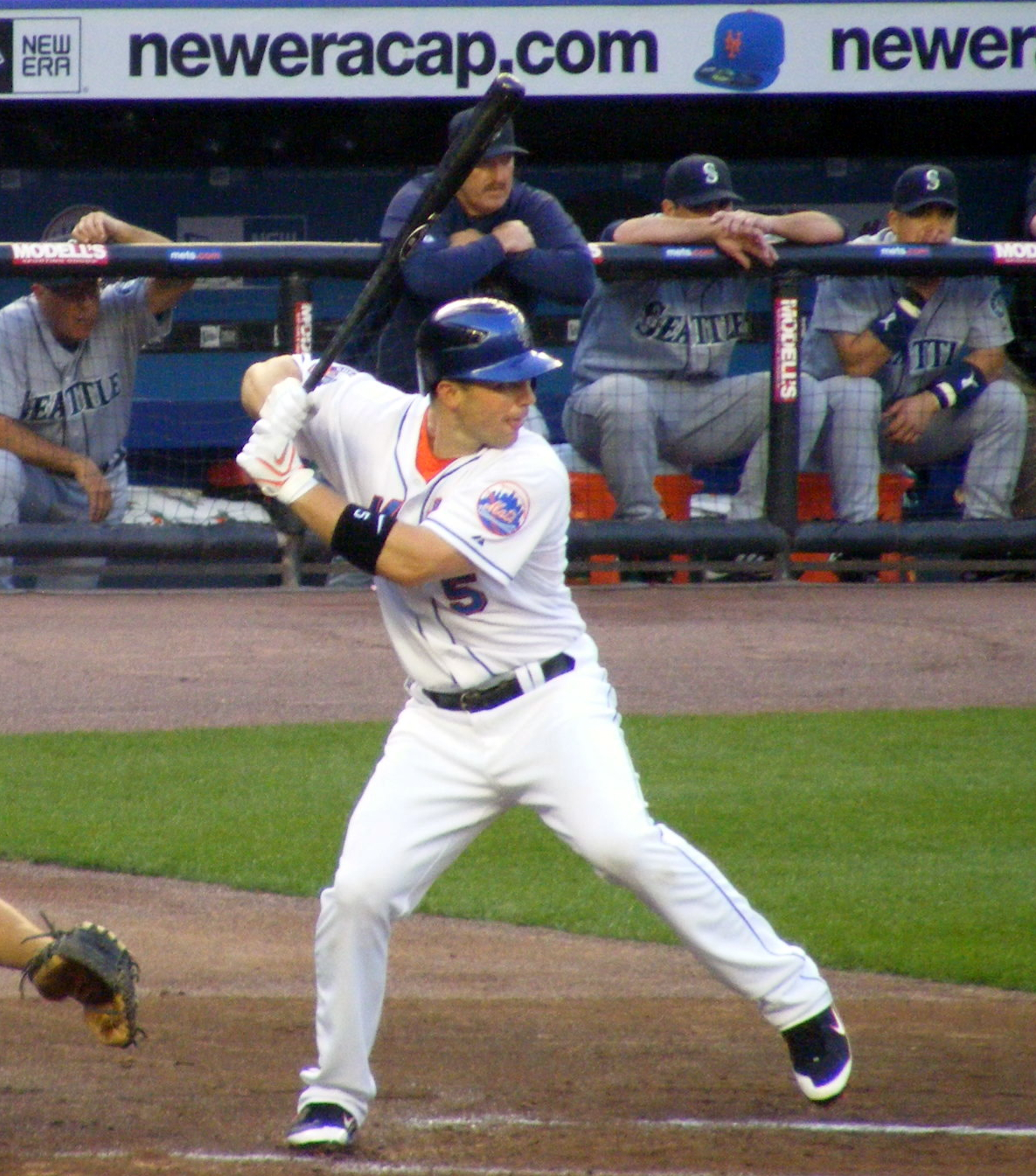
Wright under en match i juni 2008.

Den 13 april 2008 slog Wright sin 100:e homerun i MLB:s grundserie. Han togs från början inte ut till all star-matchen, men fick en plats när Alfonso Soriano tvingades tacka nej på grund av skada. Han hade ytterligare en fin säsong med ett slaggenomsnitt på 0,302, 33 homeruns och 124 RBI:s på 160 matcher. Antalet homeruns och RBI:s var de högsta under hans karriär och antalet RBI:s var tangerat klubbrekord. Det var fjärde raka säsongen med över 100 RBI:s. Återigen var han i toppskiktet i NL i flera statistiska kategorier – tvåa i RBI:s och hits (189), trea i poäng (115) och total bases (334), femma i walks (94), sjua i on-base % (0,390), OPS (0,924), extra-base hits (77) och doubles (42), nia i homeruns samt tia i slaggenomsnitt. I sacrifice flies (elva) var han till och med bäst i ligan. Han hade även flest assists (286) och fjärde bästa fielding % (0,962) av alla tredjebasmän i ligan. För andra året i rad vann han en Gold Glove Award för sitt defensiva spel och en Silver Slugger Award för sitt offensiva spel. Han kom denna säsong sjua i omröstningen till NL:s MVP Award.
Wright representerade USA vid den andra upplagan av World Baseball Classic i mars 2009, samtidigt som MLB:s försäsongsträning (spring training) pågick (se nedan). Mets hade en ny arena till 2009 års säsong, Citi Field, och Wright slog hemmalagets första hit och homerun i arenan någonsin under den första matchen som spelades där. Han togs för fjärde säsongen i rad ut till all star-matchen i juli, denna gång tillbaka som startspelare. I mitten av augusti hamnade han på skadelistan för första gången i karriären efter att ha blivit träffad i huvudet av en fastball från motståndarna San Francisco Giants pitcher Matt Cain, vilket gav honom en hjärnskakning. Han gjorde comeback efter drygt två veckor. På 144 matcher under säsongen hade han ett slaggenomsnitt på 0,307, och det var femte raka säsongen med ett slaggenomsnitt över 0,300, men han slog bara tio homeruns och hade bara 72 RBI:s, klart sämre än de föregående säsongerna. Han var dock sjätte bäst i NL i stulna baser (27) och nionde bäst i doubles (39). Defensivt hade han flest putouts bland NL:s tredjebasmän (119).
Wright tränade hårt och åt mer hälsosam mat inför 2010 års säsong, i syfte att kunna slå fler långa slag. Den 27 april slog han sin 1 000:e hit i grundserien, och han var den yngsta Mets-spelaren någonsin att nå milstolpen och också den Mets-spelare som behövt minst antal matcher (868). Senare under säsongen valdes han in som startande tredjebasman för NL i all star-matchen, och det var femte säsongen i rad som han togs ut till matchen. Ungefär samtidigt utsågs han till månadens spelare i NL för juni, då han hade ett slaggenomsnitt på 0,404, sex homeruns och 29 RBI:s. Det var andra och sista gången som han erhöll utmärkelsen. När säsongen summerades hade han ett slaggenomsnitt på 0,283, 29 homeruns och 103 RBI:s på 157 matcher. Det var första gången sedan debutsäsongen 2004 som hans slaggenomsnitt var under 0,300, men han lyckades med sin föresats att slå fler homeruns. Det var dock den sista säsongen under karriären som han kom upp i 25 homeruns eller 100 RBI:s. Han var sjua i NL i RBI:s, nia i extra-base hits (68) och tia i total bases (295). Precis som två år tidigare var han bäst i NL i sacrifice flies (tolv). Defensivt hade han flest putouts (110), assists (321) och double plays (34) bland tredjebasmän i NL, men också flest errors (20).
En och en halv månad in på 2011 års säsong blev Wright diagnosticerad med en stressfraktur i ryggen och tvingades för första gången under karriären till ett längre skadeuppehåll. Han gjorde comeback efter två månader, men ryggskador skulle komma att förfölja honom under resten av karriären. I början av september utsågs han för tredje och sista gången till veckans spelare i NL. Han spelade 102 matcher under säsongen, med ett slaggenomsnitt på för honom ovanligt låga 0,254, 14 homeruns och 61 RBI:s. Trots att han missade så många matcher gjorde han näst flest errors (19) bland tredjebasmännen i NL.

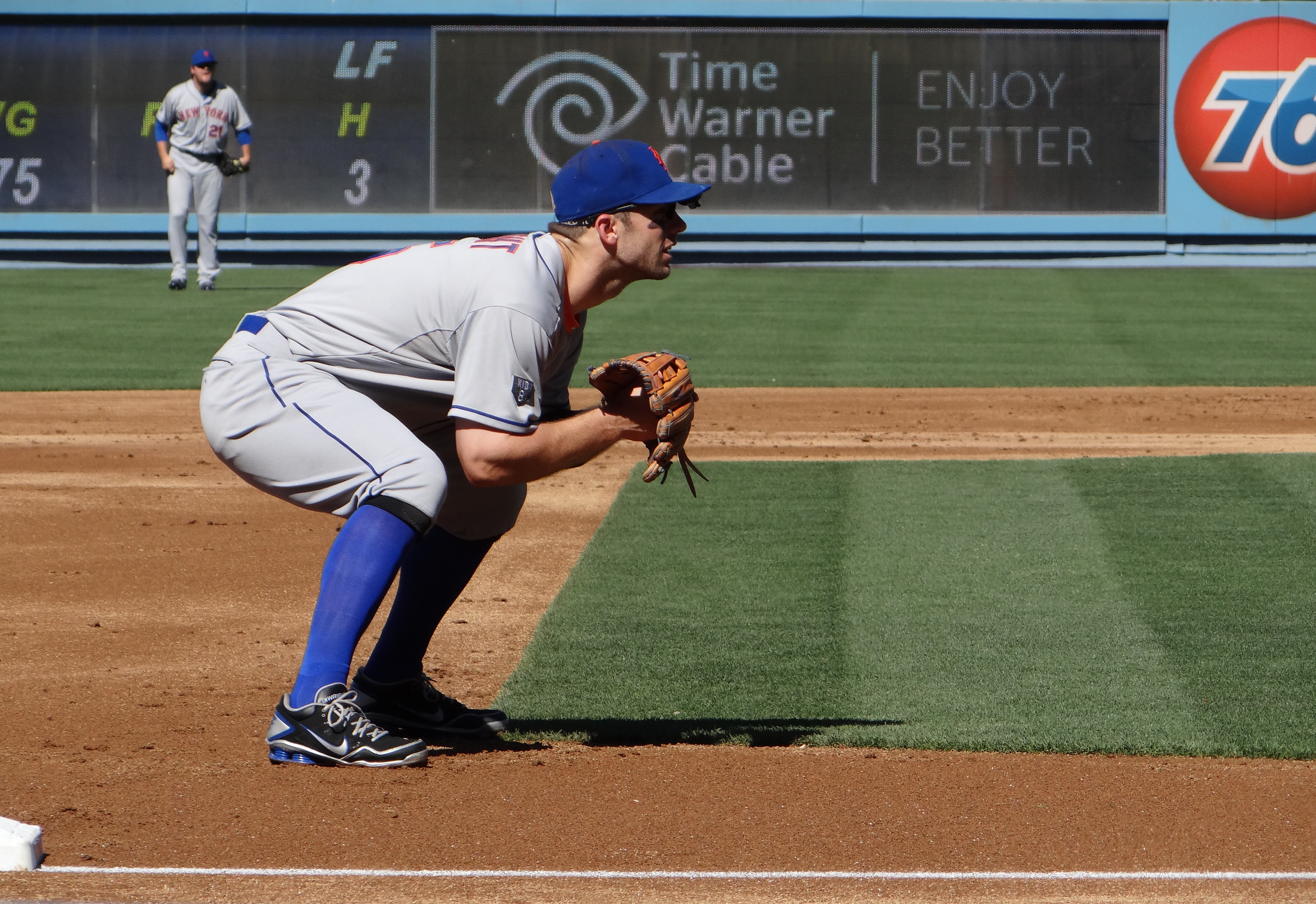
Wright i position som tredjebasman i juni 2012.

Den 9 april 2012, precis i säsongsinledningen, bröt Wright sitt högra lillfinger, men han missade bara tre matcher innan han bestämde sig för att spela trots skadan. Den 25 april gick han upp i topp i Mets historia i RBI:s. Han passerade då Darryl Strawberry, som kom upp i 733 RBI:s för Mets. Den 5 juni blev Wright etta i Mets historia i poäng. Den tidigare rekordinnehavaren var José Reyes med 735 poäng. Efter ett års frånvaro var Wright tillbaka i all star-matchen, denna gång som reserv då Pablo Sandoval valdes att starta matchen som NL:s tredjebasman trots att Wright var klart bättre i de flesta offensiva statistiska kategorierna. Den 24 augusti nådde han milstolpen 200 homeruns, som den tredje spelaren i Mets historia efter Darryl Strawberry och Mike Piazza. Innan säsongen var över, den 26 september, satte Wright det tredje klubbrekordet för säsongen. Den här gången var det i antal hits, där han passerade Ed Kranepool som hade 1 418 hits i Mets-tröjan. Wright spelade 156 matcher under säsongen med ett slaggenomsnitt på 0,306, 21 homeruns och 93 RBI:s. Han var tvåa i NL i avsiktliga walks (16), fyra i walks (81), femma i on-base % (0,391), sexa i doubles (41), sjua i OPS (0,883), åtta i hits (178), nia i slaggenomsnitt och tia i total bases (286). Som tredjebasman hade han flest putouts i NL (107) och tredje bästa fielding % (0,974). Han slutade sexa i omröstningen till NL:s MVP Award, hans näst högsta placering under karriären.
Efter 2012 års säsong kom Wright och Mets överens om en förlängning av hans kontrakt i åtta år, till och med 2020, för 138 miljoner dollar. Det var det största kontraktet i klubbens historia. Han hade när kontraktet skrevs fortfarande ett år kvar på sitt tidigare kontrakt, men valde att förlänga med Mets framför att bli en free agent efter 2013 års säsong. Hans lön 2013 blev elva miljoner dollar, följt av fem säsonger då han skulle tjäna 20 miljoner dollar per säsong, varefter lönen skulle sjunka till 15 miljoner dollar och till sist tolv miljoner dollar. 15,5 miljoner dollar av lönen skulle inte betalas ut förrän under åren 2021–2025. Det fanns också en mängd möjligheter för Wright att tjäna ännu mer om han vann olika individuella utmärkelser.

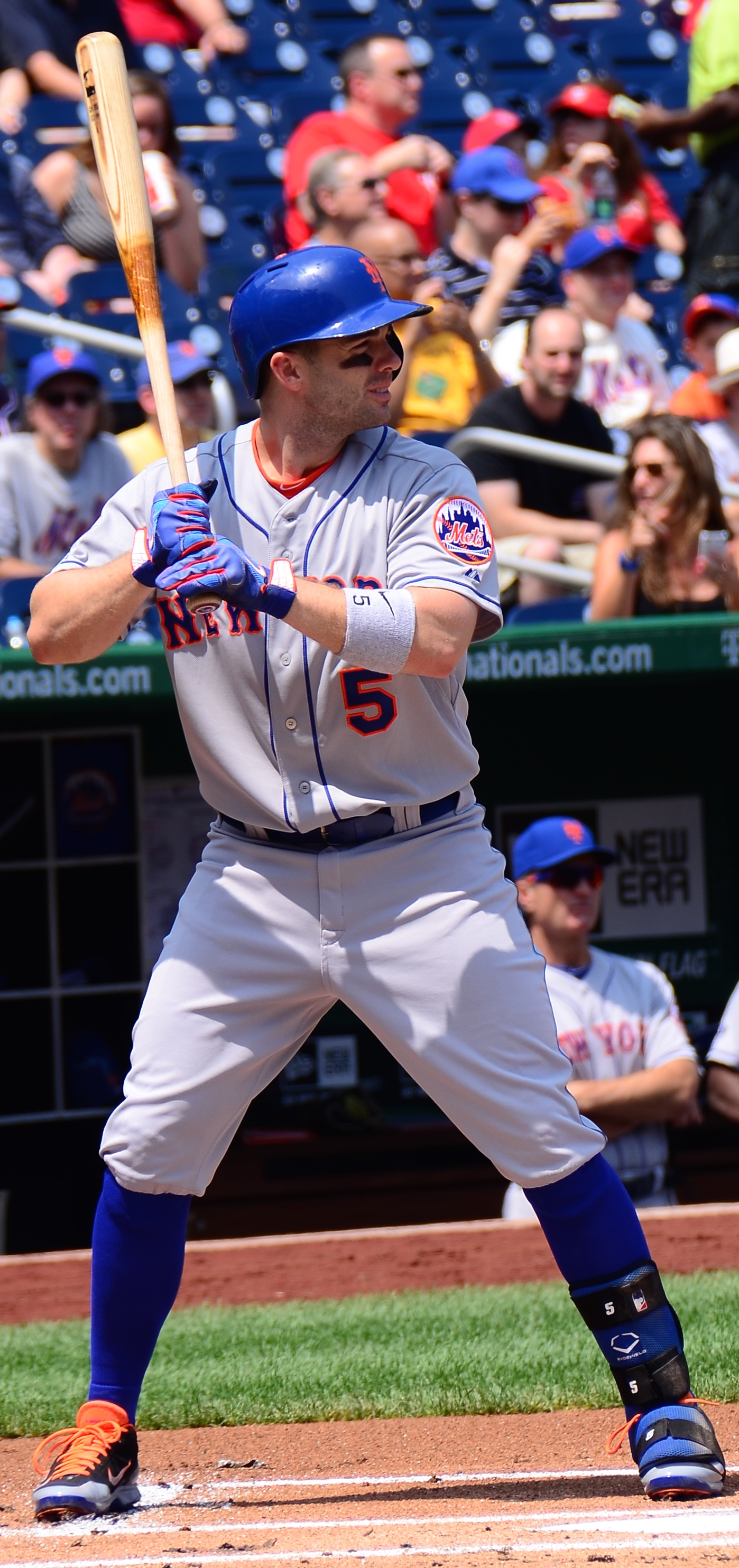
Wright i augusti 2014.

Under försäsongsträningen 2013 meddelade Mets att Wright hade utsetts till lagkapten. Detta var en ovanlig ära i MLB, och Mets hade bara haft tre lagkaptener tidigare – Keith Hernandez, Gary Carter och John Franco. Vid tidpunkten för utnämnandet fanns det bara två andra lagkaptener i MLB – Paul Konerko i Chicago White Sox och Derek Jeter i New York Yankees. Wright var med i Home Run Derby-tävlingen den säsongen, för första gången sedan 2006. Han var kapten och tog ut NL:s deltagare. Själv åkte han ut i första omgången. Han togs ut till sin sjunde och sista all star-match, där han var NL:s startande tredjebasman. I början av augusti drabbades han av en muskelbristning i höger lårs baksida och tvingades för blott den tredje gången i karriären till skadelistan. Fram till skadan hade han ett slaggenomsnitt på 0,309 med 16 homeruns och 54 RBI:s. Han kunde inte göra comeback förrän den 20 september, men slog i sin första at bat en homerun, den 221:a i karriären under grundserien, vilket tog honom förbi Mike Piazza och upp till andra plats i Mets historia efter Darryl Strawberry (252). Wright hade 2013 ett slaggenomsnitt på 0,307 (hans sista säsong över 0,300), 18 homeruns och 58 RBI:s på 112 matcher. Han hade egentligen för få plate appearances för att rankas i genomsnittskategorier (492 mot erforderliga 502), men om man lade till tio plate appearances utan någon hit kom han ändå nia i NL i slugging % och OPS. Han var också nia i triples (sex). Defensivt hade han femte bästa fielding % bland tredjebasmän i NL (0,973).
Säsongen 2014 blev en stor besvikelse för Wright. Han skadade vänster axel i juni och även om han aldrig hamnade på skadelistan så besvärades han av skadan under resten av sommaren. Med nästan en månad kvar av säsongen meddelade han till slut att han inte skulle spela mer utan koncentrera sig på att bli bra till 2015, förhoppningsvis utan att behöva operera axeln. Under 2014 medverkade han i 134 matcher med ett slaggenomsnitt på 0,269, åtta homeruns och 63 RBI:s. Han hade karriärens dittills sämsta siffror avseende on-base % (0,324), slugging % (0,374) och homeruns. Efter att både Paul Konerko och Derek Jeter lade av efter 2014 års säsong blev Wright den enda lagkaptenen i hela MLB.
Tidigt under 2015 års säsong fick Wright precis som 2013 problem med höger lårs baksida och tvingades till skadelistan. Under rehabiliteringsperioden fick han även problem med ryggen och diagnosticerades med spinal stenos, en åkomma som skulle komma att förfölja honom under resten av karriären. Först i slutet av augusti kunde han göra comeback, och han slog en homerun i sin första plate appearance, den första av Mets åtta i matchen, ett nytt klubbrekord. Några dagar dessförinnan blev han den aktiva spelare i MLB som spelat flest matcher (1 516) för bara en klubb, efter att Chase Utley blivit trejdad av Philadelphia Phillies. Hans spinal stenos gjorde att han fick ägna flera timmar åt att värma upp inför varje match. Totalt blev det bara 38 matcher i grundserien för honom, med ett slaggenomsnitt på 0,289, fem homeruns och 17 RBI:s. Mets gick till slutspel för första gången sedan 2006 och tog sig hela vägen till World Series för första gången sedan 2000. För motståndet stod Kansas City Royals. I den första matchen gjorde Wright en kostsam error i botten av den 14:e inningen, som ledde till att Royals kunde vinna matchen med 5–4. Efter noll hits på fyra at bats i den andra matchen, som Mets också förlorade, slog han en homerun och hade fyra RBI:s i nästa match, som Mets vann med 9–3. Det skulle dock visa sig vara Mets enda vinst i matchserien, som Royals vann med 4–1 i matcher. Totalt i slutspelet spelade Wright 14 matcher med ett slaggenomsnitt på bara 0,185, en homerun och sju RBI:s.

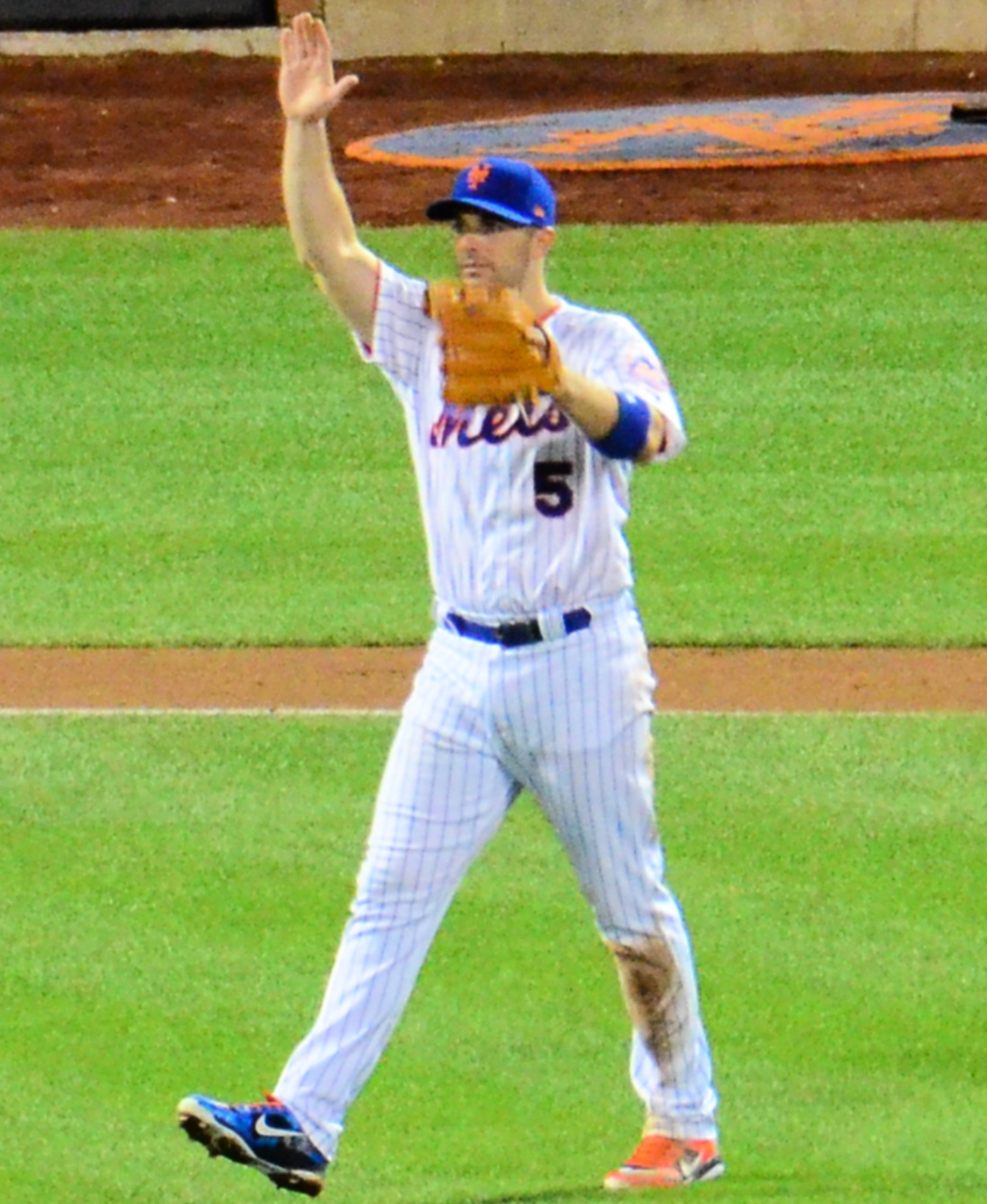
Wright under sin allra sista match i Mets-tröjan den 29 september 2018.

Wright började träna hårt inför 2016 års säsong redan i början av januari, för att kunna spela trots sin spinal stenos. Även den säsongen präglades dock av skadeproblem för honom. I början av juni, efter bara 37 matcher, drabbades han av diskbråck i halsryggen, och när skadan inte blev bättre tvingades han till operation ett par veckor senare. Det var då oklart om han skulle kunna spela mer den säsongen, och det visade sig senare att han inte kunde det. På de få matcher han spelade var hans slaggenomsnitt bara 0,226 och han slog sju homeruns och hade 14 RBI:s.
Under försäsongsträningen 2017 besvärades Wright av sin högra axel, och det visade sig efter en undersökning att det handlade om impingementsyndrom. Han försökte komma tillbaka i spel, men drabbades av det ena bakslaget efter det andra. I slutet av augusti spelade han tre matcher för en farmarklubb, men tvingades avbryta även detta comebackförsök. Till slut, i början av september, bestämdes det att han skulle opereras i höger rotatorkuff och därmed var hans säsong över utan att han kunnat spela en enda match för Mets. Mindre än en månad senare opererade han även ryggen.
Även 2018 inleddes illa för Wright. I mitten av mars tvingades han avbryta försäsongsträningen efter att det konstaterats att hans rygg- och axelproblem inte hade försvunnit, och han fick inte delta i basebollträning i åtminstone åtta veckor. I augusti var han redo för att börja spela för en av Mets lägre farmarklubbar, och efter tio matcher där flyttades han upp till den högsta farmarklubben Las Vegas 51s. Det var dock i det läget inte realistiskt att han skulle kunna spela för Mets den säsongen. Ett par veckor senare meddelade Wright vid en känslosam presskonferens att han på grund av de ihållande skadeproblemen gav upp sina försök att återigen bli en ordinarie spelare för Mets. Han skulle dock vara med i spelartruppen under klubbens sista hemmamatcher för säsongen i slutet av september, och han skulle få starta matchen som skulle spelas den 29 september. På detta sätt skulle han få en sista chans att hyllas av Mets-fansen. Han fick komma in som pinch hitter den 28 september, hans första match för Mets sedan den 27 maj 2016. Dagen efter det spelade han sin sista match. Han spelade de första fyra inningarna och byttes ut när femte inningen skulle börja, till stående ovationer från ett fullsatt Citi Field och från hans medspelare. Efter matchen höll han ett tal där han tackade fansen för deras stöd under alla år.

### Internationellt

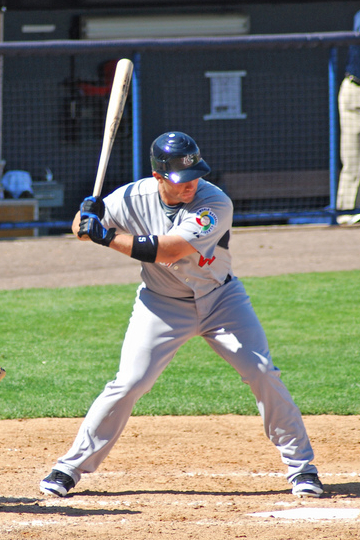
Wright under World Baseball Classic 2009.

Wright var en stark förespråkare av landslagsturneringen World Baseball Classic och representerade USA två gånger – 2009 och 2013. Vid det första tillfället slog han in de matchavgörande poängen i en match mot Puerto Rico, vilket räddade kvar USA i turneringen och tog laget till semifinal. Han spelade åtta matcher och hade ett slaggenomsnitt på 0,281, inga homeruns och fem RBI:s.
Fyra år senare slog han en grand slam homerun i en gruppspelsmatch mot Italien och hade under turneringen ett slaggenomsnitt på 0,438 och tio RBI:s, trots att han tvingades avbryta turneringen i förtid på grund av skada. Hans spel gav honom smeknamnet "Captain America" och fick honom invald i turneringens all star-lag.

## Efter karriären
I januari 2019 fick Wright arbete som rådgivare till Mets chief operating officer och sportchef (general manager).
I oktober 2020 släpptes den självbiografiska boken The Captain – A Memoir, skriven av Wright och basebolljournalisten Anthony DiComo.

## Privatliv
Wright gifte sig med sin flickvän Molly Beers i december 2013. Paret fick sitt första barn, dottern Olivia Shea, i juli 2016. Dotterns andranamn kom sig av att Wright hade stora framgångar i Mets tidigare hemmaarena Shea Stadium. En andra dotter, Madison, föddes i maj 2018. Wrights tredje barn, sonen Brooks David, föddes i oktober 2020.

## Statistik

### Major League Baseball

#### Grundserien
| År             | Klubb          | M      | PA     | AB     | R      | H      | XBH    | TB     | 2B     | 3B     | HR     | RBI    | BB     | IBB    | SO     | HBP    | SB     | CS     | AVG    | OBP    | SLG    | OPS    |
| -------------- | -------------- | ------ | ------ | ------ | ------ | ------ | ------ | ------ | ------ | ------ | ------ | ------ | ------ | ------ | ------ | ------ | ------ | ------ | ------ | ------ | ------ | ------ |
| 2004           | NYM            | 69     | 283    | 263    | 41     | 77     | 32     | 138    | 17     | 1      | 14     | 40     | 14     | 0      | 40     | 3      | 6      | 0      | 0,293  | 0,332  | 0,525  | 0,857  |
| 2005           | NYM            | 160    | 657    | 575    | 99     | 176    | 70     | 301    | 42     | 1      | 27     | 102    | 72     | 2      | 113    | 7      | 17     | 7      | 0,306  | 0,388  | 0,523  | 0,911  |
| 2006           | NYM            | 154    | 661    | 582    | 96     | 181    | 71     | 309    | 40     | 5      | 26     | 116    | 66     | 13     | 113    | 5      | 20     | 5      | 0,311  | 0,381  | 0,531  | 0,912  |
| 2007           | NYM            | 160    | 711    | 604    | 113    | 196    | 73     | 330    | 42     | 1      | 30     | 107    | 94     | 6      | 115    | 6      | 34     | 5      | 0,325  | 0,416  | 0,546  | 0,962  |
| 2008           | NYM            | 160    | 736    | 626    | 115    | 189    | 77     | 334    | 42     | 2      | 33     | 124    | 94     | 5      | 118    | 4      | 15     | 5      | 0,302  | 0,390  | 0,534  | 0,924  |
| 2009           | NYM            | 144    | 618    | 535    | 88     | 164    | 52     | 239    | 39     | 3      | 10     | 72     | 74     | 8      | 140    | 3      | 27     | 9      | 0,307  | 0,390  | 0,447  | 0,837  |
| 2010           | NYM            | 157    | 670    | 587    | 87     | 166    | 68     | 295    | 36     | 3      | 29     | 103    | 69     | 9      | 161    | 2      | 19     | 11     | 0,283  | 0,354  | 0,503  | 0,857  |
| 2011           | NYM            | 102    | 447    | 389    | 60     | 99     | 38     | 166    | 23     | 1      | 14     | 61     | 52     | 4      | 97     | 3      | 13     | 2      | 0,254  | 0,345  | 0,427  | 0,772  |
| 2012           | NYM            | 156    | 670    | 581    | 91     | 178    | 64     | 286    | 41     | 2      | 21     | 93     | 81     | 16     | 112    | 3      | 15     | 10     | 0,306  | 0,391  | 0,492  | 0,883  |
| 2013           | NYM            | 112    | 492    | 430    | 63     | 132    | 47     | 221    | 23     | 6      | 18     | 58     | 55     | 5      | 79     | 5      | 17     | 3      | 0,307  | 0,390  | 0,514  | 0,904  |
| 2014           | NYM            | 134    | 586    | 535    | 54     | 144    | 39     | 200    | 30     | 1      | 8      | 63     | 42     | 5      | 113    | 4      | 8      | 5      | 0,269  | 0,324  | 0,374  | 0,698  |
| 2015           | NYM            | 38     | 174    | 152    | 24     | 44     | 12     | 66     | 7      | 0      | 5      | 17     | 22     | 0      | 36     | 0      | 2      | 1      | 0,289  | 0,379  | 0,434  | 0,813  |
| 2016           | NYM            | 37     | 164    | 137    | 18     | 31     | 15     | 60     | 8      | 0      | 7      | 14     | 26     | 0      | 55     | 0      | 3      | 2      | 0,226  | 0,350  | 0,438  | 0,788  |
| 2017           | NYM            | Skadad | Skadad | Skadad | Skadad | Skadad | Skadad | Skadad | Skadad | Skadad | Skadad | Skadad | Skadad | Skadad | Skadad | Skadad | Skadad | Skadad | Skadad | Skadad | Skadad | Skadad |
| 2018           | NYM            | 2      | 3      | 2      | 0      | 0      | 0      | 0      | 0      | 0      | 0      | 0      | 1      | 0      | 0      | 0      | 0      | 0      | 0,000  | 0,333  | 0,000  | 0,333  |
| Totalt (14 år) | Totalt (14 år) | 1 585  | 6 872  | 5 998  | 949    | 1 777  | 658    | 2 945  | 390    | 26     | 242    | 970    | 762    | 73     | 1 292  | 45     | 196    | 65     | 0,296  | 0,376  | 0,491  | 0,867  |

#### Slutspelet
| År            | Klubb         | M  | PA  | AB | R  | H  | XBH | TB | 2B | 3B | HR | RBI | BB | IBB | SO | HBP | SB | CS | AVG   | OBP   | SLG   | OPS   |
| ------------- | ------------- | -- | --- | -- | -- | -- | --- | -- | -- | -- | -- | --- | -- | --- | -- | --- | -- | -- | ----- | ----- | ----- | ----- |
| 2006          | NYM           | 10 | 42  | 37 | 3  | 8  | 4   | 14 | 3  | 0  | 1  | 6   | 5  | 1   | 8  | 0   | 0  | 0  | 0,216 | 0,310 | 0,378 | 0,688 |
| 2015          | NYM           | 14 | 64  | 54 | 7  | 10 | 3   | 15 | 2  | 0  | 1  | 7   | 10 | 1   | 20 | 0   | 1  | 1  | 0,185 | 0,313 | 0,278 | 0,591 |
| Totalt (2 år) | Totalt (2 år) | 24 | 106 | 91 | 10 | 18 | 7   | 29 | 5  | 0  | 2  | 13  | 15 | 2   | 28 | 0   | 1  | 1  | 0,198 | 0,311 | 0,319 | 0,630 |